# Pier Leone Ghezzi
Pier Leone Ghezzi (Roma, 28 giugno 1674 – Roma, 6 marzo 1755) è stato un pittore italiano, attivo a Roma prevalentemente nella prima metà del XVIII secolo.

## Biografia
Pier Leone Ghezzi nacque a Roma dal pittore Giuseppe Ghezzi (1634–1721), maestro di Antonio Amorosi e segretario dell'Accademia di San Luca in Roma, e da Lucia Laraschi. Fu sempre molto legato a Comunanza, patria della sua famiglia d'origine: fu infatti nipote del pittore ed architetto Sebastiano Ghezzi, padre di Giuseppe.
Fu lo stesso Giuseppe Ghezzi a indirizzare il figlio alla professione di pittore e a scegliere, come suo padrino di cresima, il pittore marchigiano Carlo Maratta.
Pier Leone Ghezzi è celebre per gli affreschi eseguiti nella Villa Falconieri a Frascati (nelle vicinanze di Roma).
Per la Chiesa di San Marcello al Corso a Roma ha dipinto nel 1725 San Filippo Benizi, assistito da Sant'Alessio Falconieri, consegna il libro della regola a Santa Giuliana Falconieri, pala d'altare della cappella dedicata a San Filippo Benizi, la quinta della navata sinistra.
Tra le altre opere, nella chiesa di Santa Caterina d'Alessandria, situata a Comunanza, è conservato il dipinto La Madonna di Loreto, opera del padre, di Pier Leone Ghezzi stesso e di Antonio Amorosi.
Pier Leone eccelse finanche nel genere della caricatura, sia a penna che a guazzo. Queste caricature sono interessanti perché, oltre a descrivere in chiave satirica personaggi o mestieri, contengono didascalie esplicative apposte dall'Autore stesso, utili per una veritiera e vivace ricostruzione della società settecentesca. Ebbe molto successo presso i contemporanei e fu un abile mercante d'arte; le sue opere raggiunsero quotazioni elevate mentre era ancora in vita.
Così scrisse di lui Lione Pascoli: «canta, e suona diversi strumenti, e si è in gioventù divertito col ballo, colla cavallerizza, e colla scherma. Discorre modestamente, non gli mancano erudizioni, ed è eccellente conoscitore delle maniere pittoresche antiche, e moderne. Non è perciò da maravigliarsi, se tratti famigliarmente con molti personaggi, e se da questi sia tenuto in gran conto, e ben sovente, qualora non vi va, mandato a chiamare».
I versi composti da Pier Leone Ghezzi e scritti sul rovescio del suo primo autoritratto su tela (1702), illustrano con efficacia la sua personalità:
Pier Leone son io

Di casa Ghezzi che dì 28 giugno

Quando al mille e seicento

Anni settanta quattro ancor

S'aggiunse io nacqui e si congiunse

A questi l'età mia di vent'ott'anni

Ch'ora nel mille settecentoedue

Mi mostra il tempo, e le misure sue

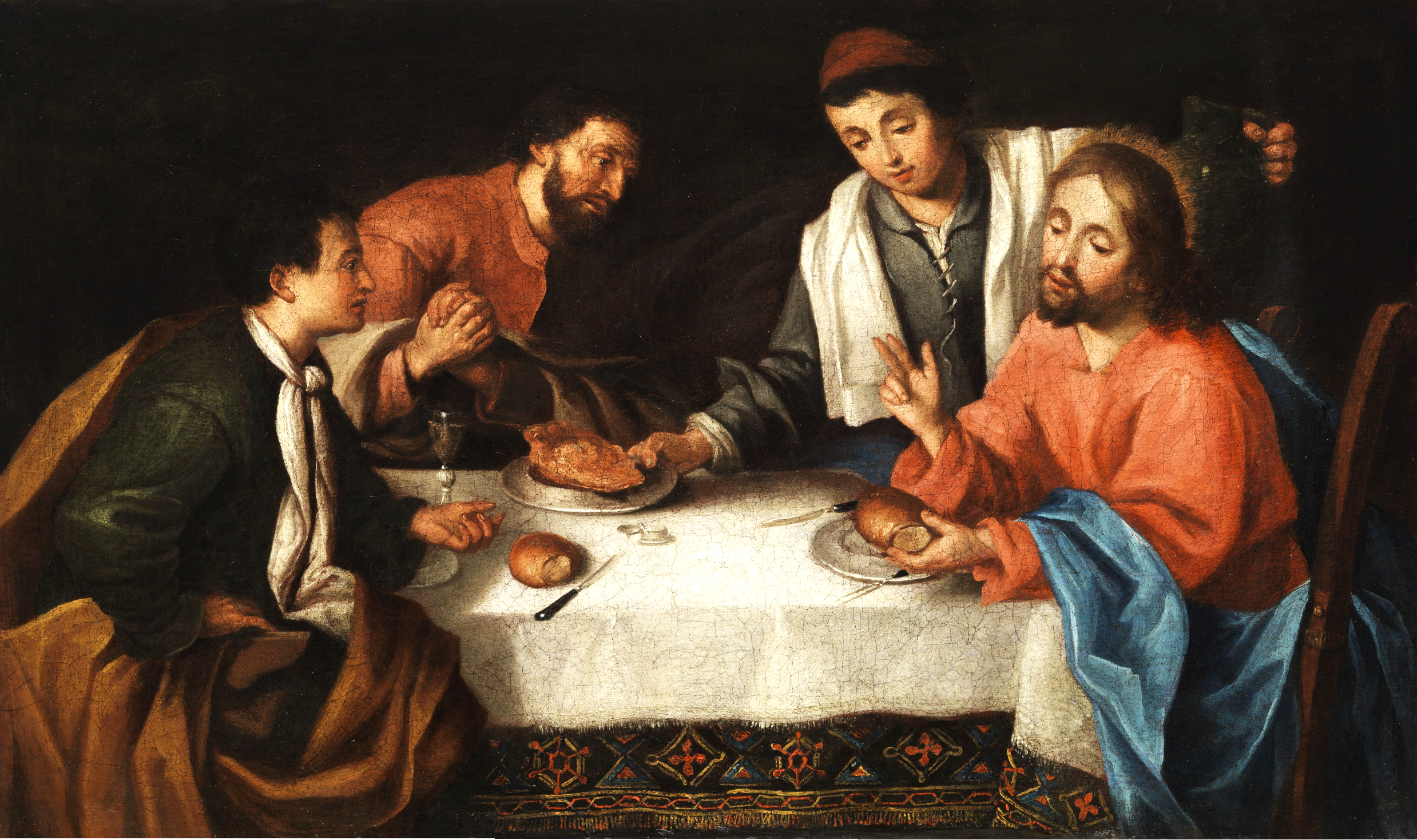
Pier Leone Ghezzi: La cena di Emmaus

Or mentre questo fugge e mai s'arresta

Io mi rido di lui e mi riscatto

Col dar perpetua vita al mio ritratto.
Il 21 agosto 1695 diviene fratello della Arciconfraternita delle Sacre Stimmate di San Francesco di Roma.  Nel 1705 Pier Leone Ghezzi entrò a far parte dell'Accademia di San Luca in Roma, a cui donò il dipinto l'Allegoria della Gratitudine, tuttora in sede.

## Galleria fotografica di caricature e disegni

Francesco Gasparini, compositore
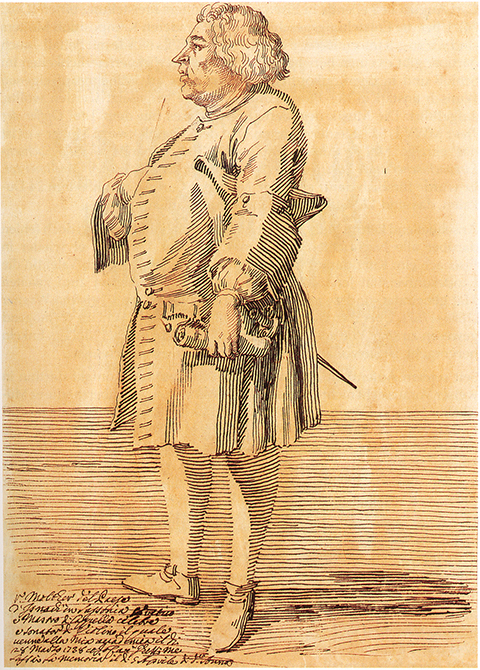
Johann Melchior Molter, compositore tedesco, 1738
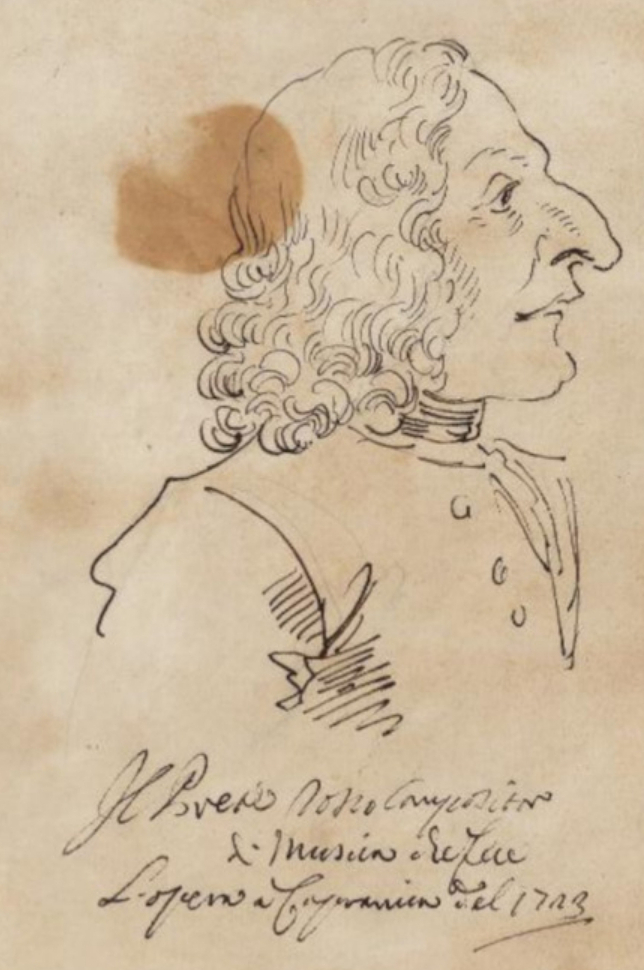
Antonio Vivaldi, compositore, 1723
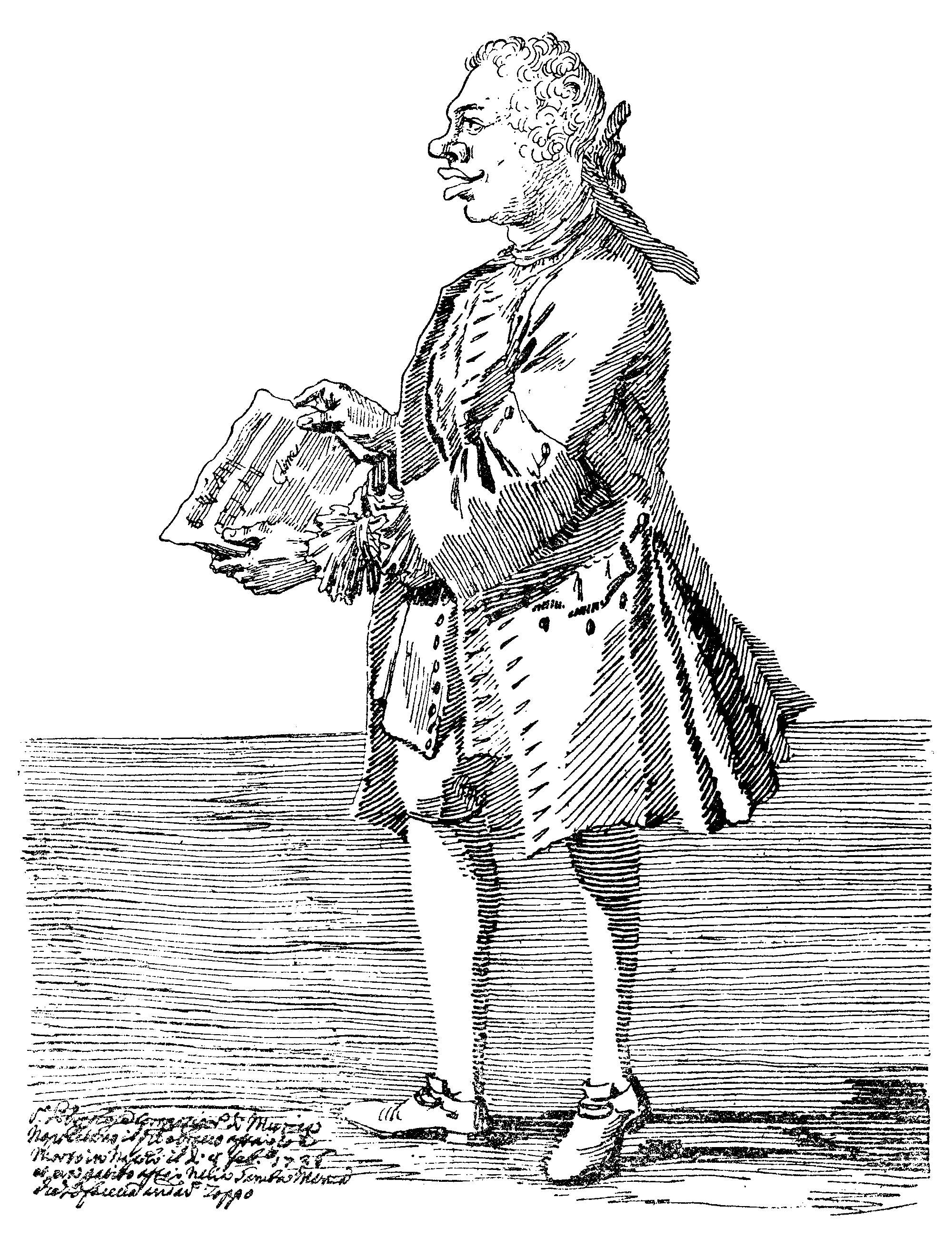
Giovanni Battista Pergolesi, compositore
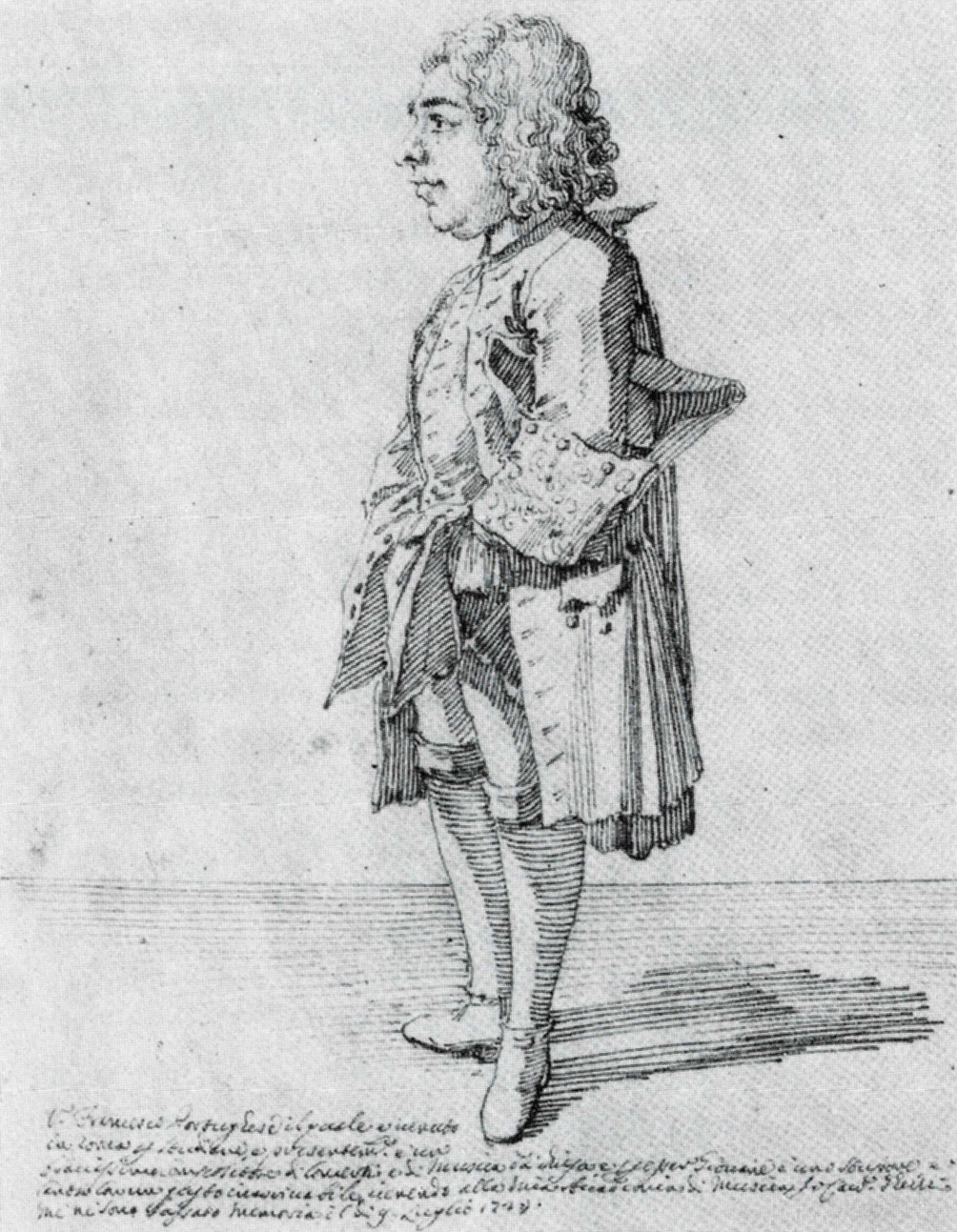
Francisco António de Almeida, compositore portoghese
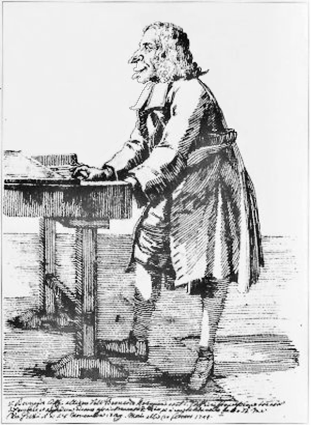
Tommaso Bernardo Gaffi, compositore
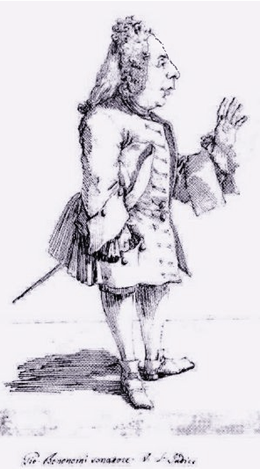
Giovanni Bononcini, compositore
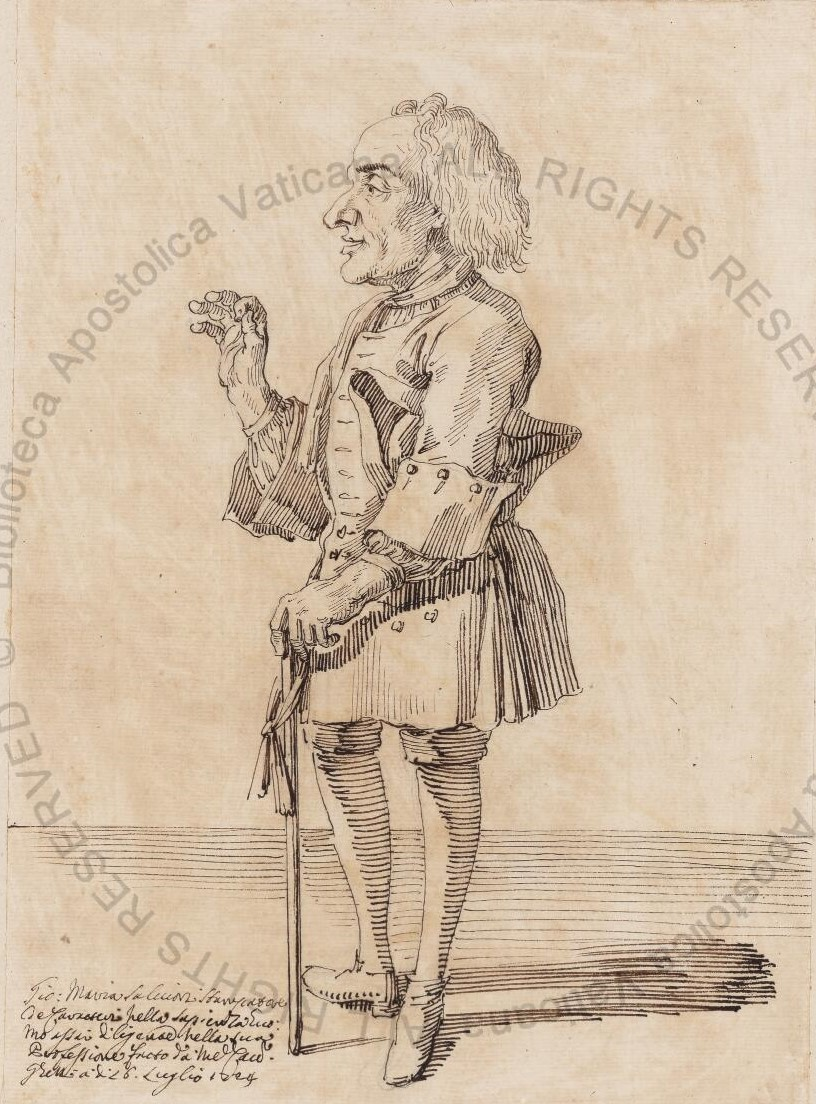
Giovanni Maria Salvioni, editore e stampatore vaticano (1724)
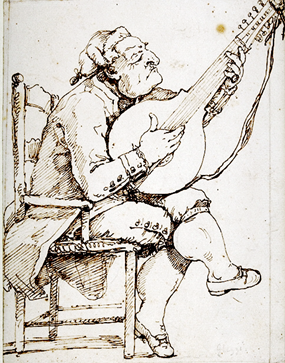
Un liutista
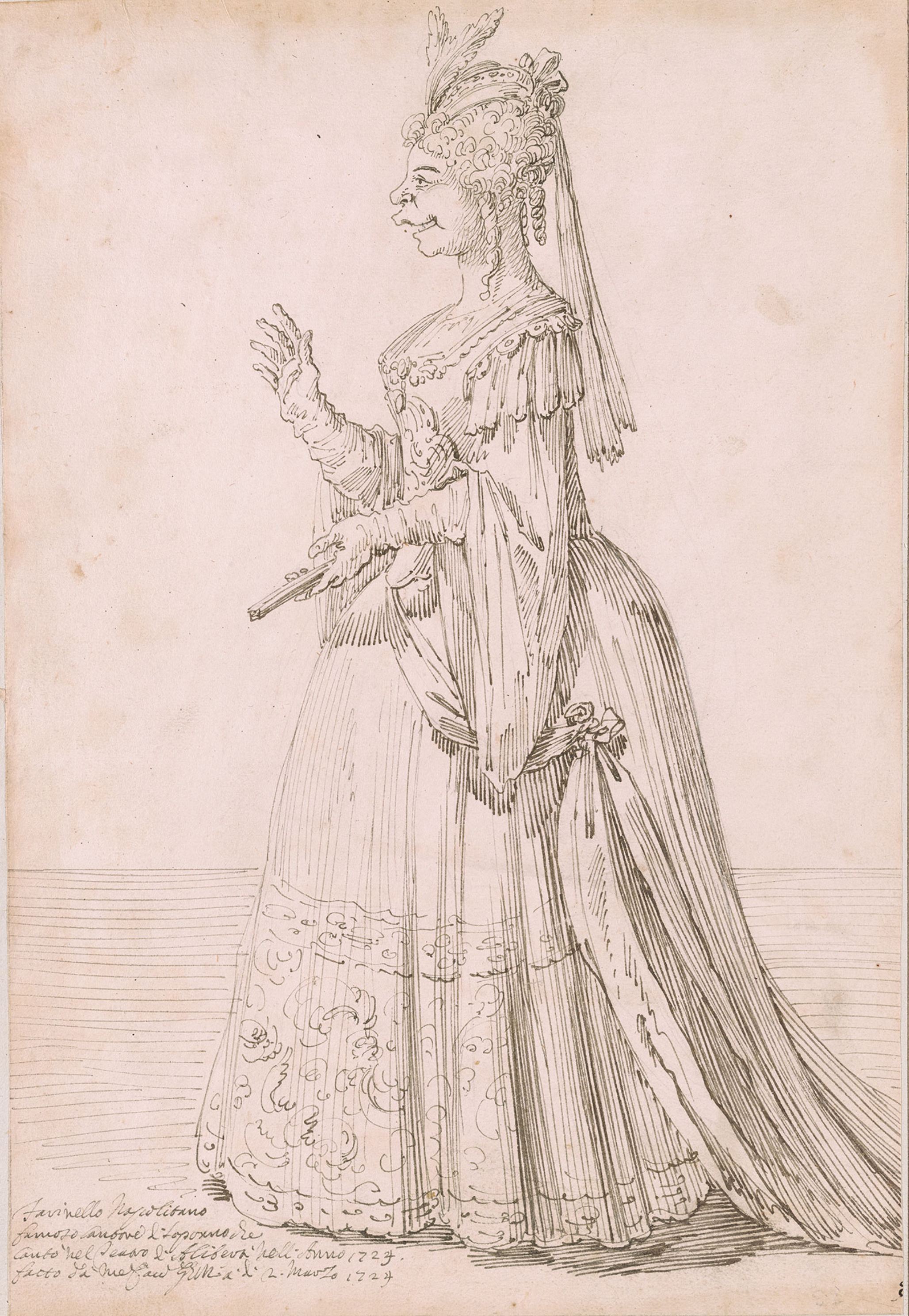
Il castrato Farinelli en travesti, 1724
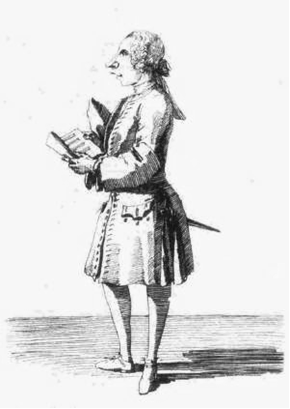
Il castrato Farinelli, 1724
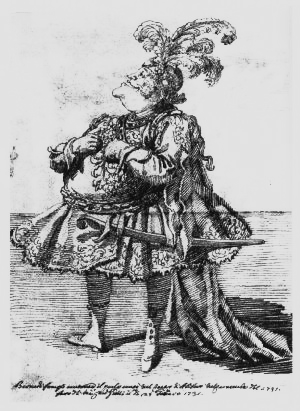
Il castrato Bernacchi, 1731
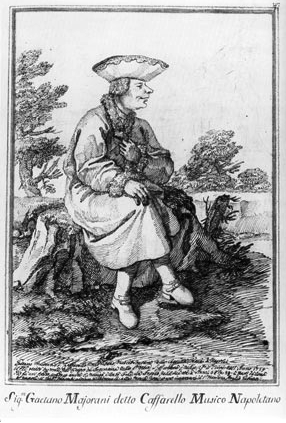
Il castrato Caffarelli
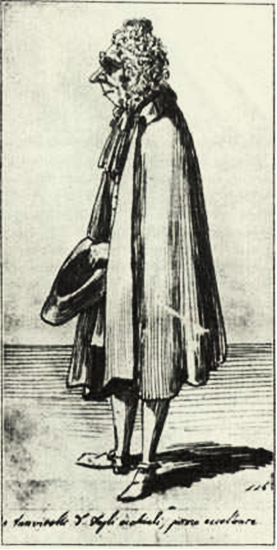
Gaspar van Wittel, pittore
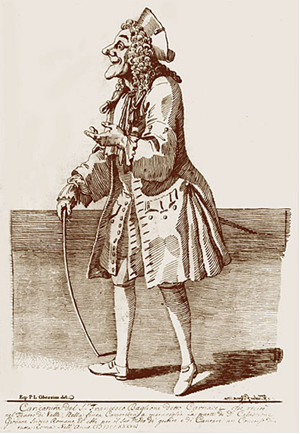
Francesco Baglione, detto Carnacci, attore, ca. 1738
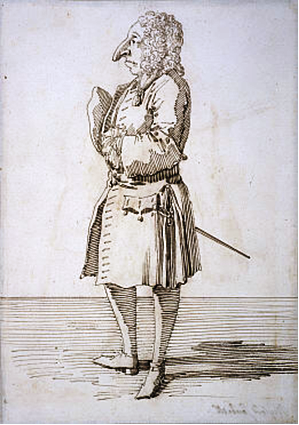
James Carnegie, V duca di Southesk, 1729
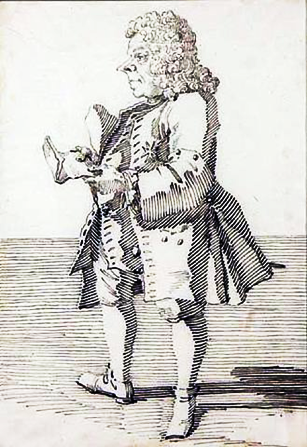
Un non meglio identificato Chevalier Castellano
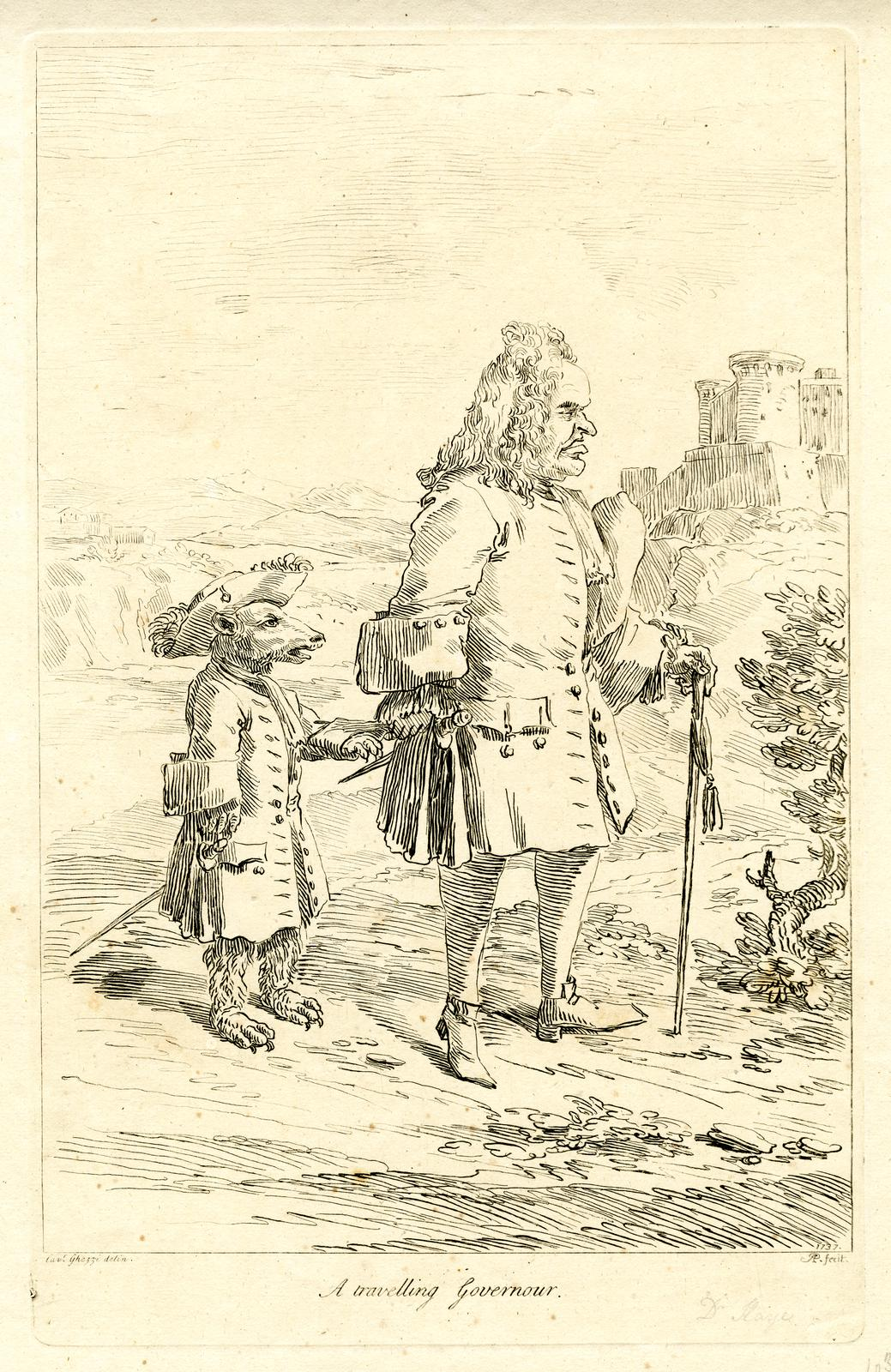
James Hay, raffigurato come guida di orsi
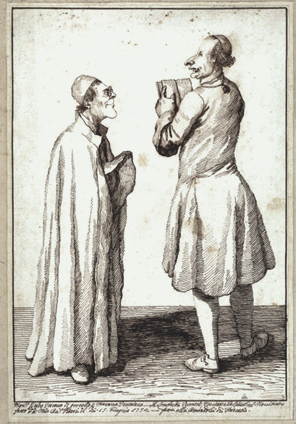
Due gesuiti veneziani, 1752
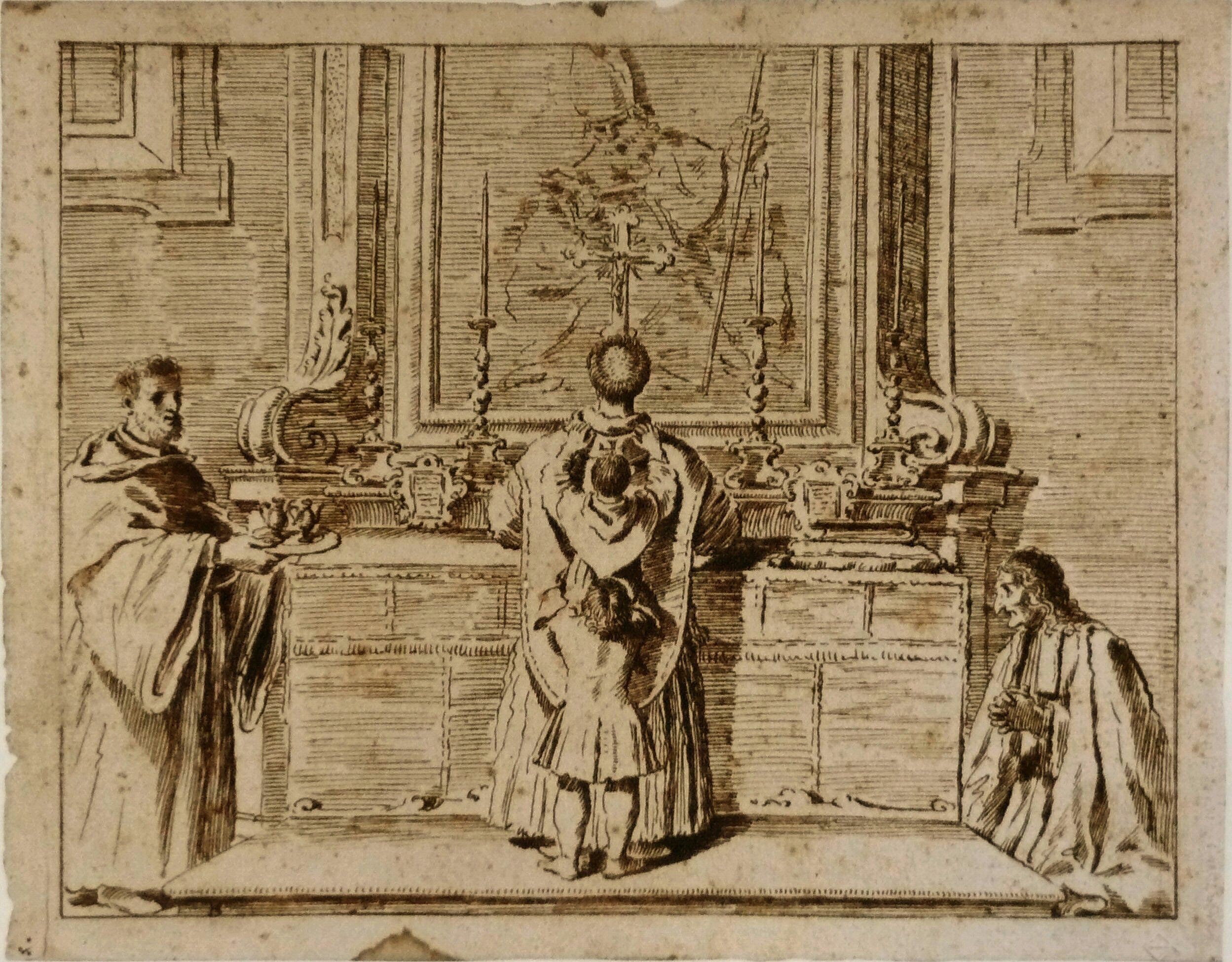
Sacerdoti che celebrano la messa
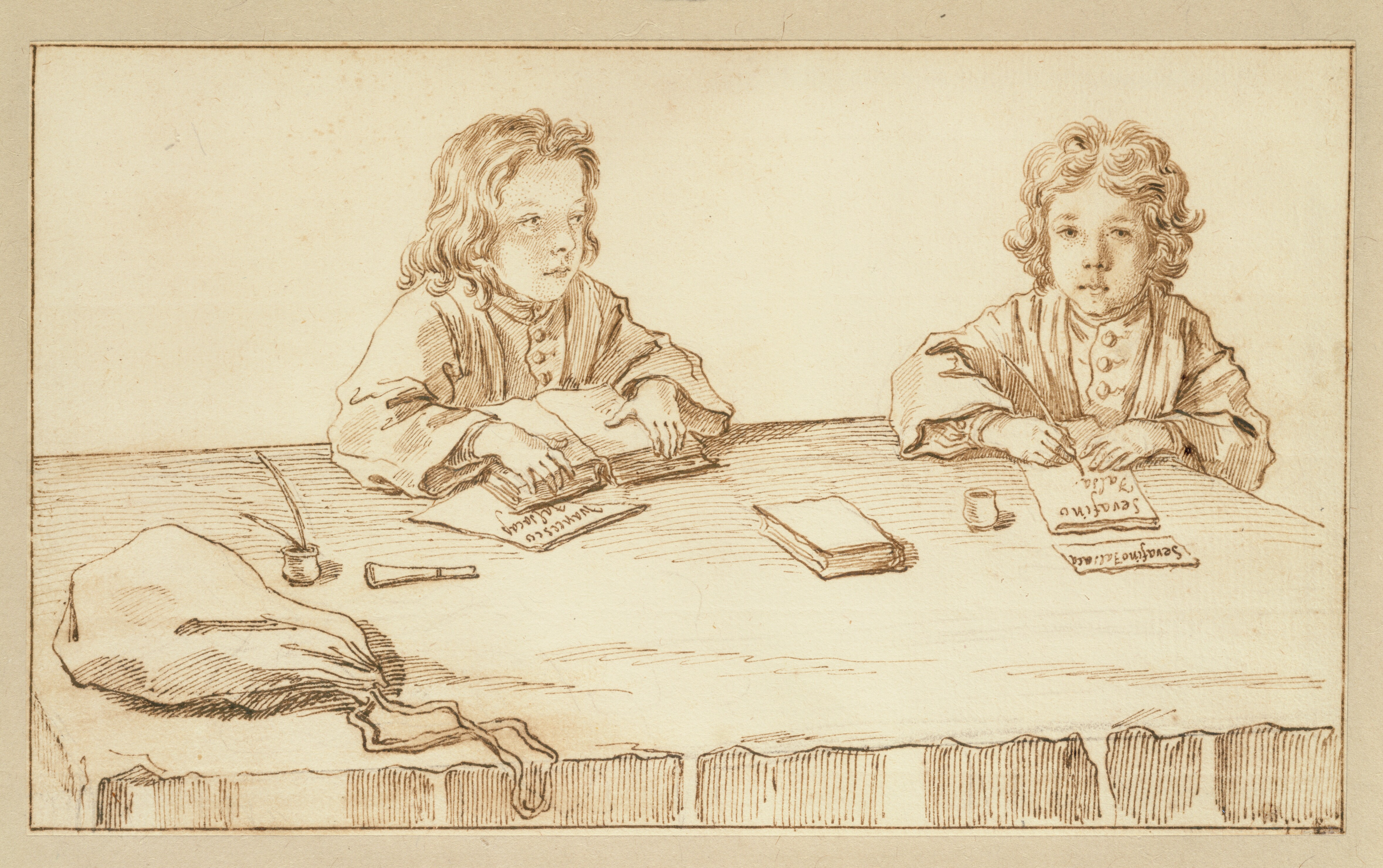
Serafino e Francesco Falsacapa al tavolo da studio